# Yeliz Doğramacılar
Yeliz Doğramacılar (Istanbul, 17 marzo 1978) è un'attrice e conduttrice televisiva turca, nota per aver interpretato il ruolo di Füsun Arman nella serie Terra amara (Bir Zamanlar Çukurova).

## Biografia
Nata nel 1978 a Istanbul (Turchia), Yeliz Doğramacılar dopo l'istruzione primaria e secondaria, ha intrapreso gli studi presso l'Università Yeditepe, l'Università di Bahçeşehir e la The Vefa High School, dove al termine degli studi ha conseguito la laurea. Nel 1995 ha iniziato la sua carriera di recitazione dopo aver preso parte al cast del film Çılgın Dedektif, seguita nel 2000 nella serie Savunma. Nel 2002 e nel 2003 ha ricoperto il ruolo di Yeliz nella serie Koçum Benim. Nel 2003 ha interpretato il ruolo di Sah Sultan nella serie Hürrem Sultan. Nel 2003 e nel 2004 ha ricoperto il ruolo di Didem Sağlam nella serie Hayat Bilgisi.
Nel 2005 ha interpretato il ruolo di Aylin Karaali nella serie Kaleiçi. Nel 2007 ha recitato nella serie Ertelenmiş Hayatlar. Nello stesso anno ha interpretato il ruolo di Mine nel film Hicran Sokağı diretto da Safa Önal. Nel 2011 ha preso parte al cast della serie Il secolo magnifico (Muhteşem Yüzyıl). Nel 2013 ha ricoperto il ruolo di Bahar nella serie Görüş Günü Kadınları. Dal 2018 al 2022 è stata scelta per interpretare il ruolo di Füsun Arman nella serie in onda su ATV Terra amara (Bir Zamanlar Çukurova), insieme agli attori Hilal Altınbilek, Uğur Güneş, Murat Ünalmış, Vahide Perçin, Sibel Taşçıoğlu, Furkan Palalı, İlayda Çevik e Bülent Polat. Nel 2022 ha ricoperto il ruolo di Sahmeran nel film Ceylin diretto da Tufan Simsekcan.

## Vita privata
Yeliz Doğramacılar dal 2009 è sposata con Nevzat Arman, fratello della giornalista ed editorialista Ayşe Arman. La coppia ha avuto due figli che si chiamano Mehmet e Ömer.

## Filmografia

### Cinema
- Çılgın Dedektif (1995)
- Hicran Sokağı, regia di Safa Önal (2007)
- Ceylin, regia di Tufan Simsekcan (2022)

### Televisione
- Savunma – serie TV, 2 episodi (2000)
- Koçum Benim – serie TV, 8 episodi (2002-2003)
- Hürrem Sultan – serie TV, 40 episodi (2003)
- Hayat Bilgisi – serie TV (2003-2004)
- Kaleiçi – serie TV, 3 episodi (2005)
- Ertelenmiş Hayatlar – serie TV (2007)
- Il secolo magnifico (Muhteşem Yüzyıl) – serie TV (2011)
- Görüş Günü Kadınları – serie TV (2013)
- Terra amara (Bir Zamanlar Çukurova) – serie TV, 141 episodi (2018-2022)

## Programmi televisivi
- Passaparola
- Ana Ocağı

## Doppiatrici italiane
Nelle versioni in italiano dei suoi film e delle sue serie TV, Yeliz Doğramacılar è stata doppiata da:
- Roberta De Roberto[21] in Terra amara[22]

## Riconoscimenti
- Premio Golden Caretta, Cipro del Nord
  - 2022: Vincitrice come Miglior attrice non protagonista insieme a Polen Emre e Sibel Taşçıoğlu per la serie Terra amara (Bir Zamanlar Çukurova)[23]